# Panin
Panin är en rysk adelssläkt, från 1767 grevlig.
Bland ättens medlemmar märks:
- Nikita Panin (1718-1783), politiker och diplomat
- Pjotr Panin (1721-1789), general, den föregåendes bror
- Nikita Petrovitj Panin (1770-1839), diplomat, den föregåendes son
- Viktor Panin (1800-1879), jurist, den föregåendes son